# Первомайская улица (Воронеж)
Первомайская улица — улица в исторической части Воронежа. Проходит от улицы Орджоникидзе до улицы 25 октября крутым берегом оврага. Относится к Центральному району. Протяжённость улицы около 400 м.

## История

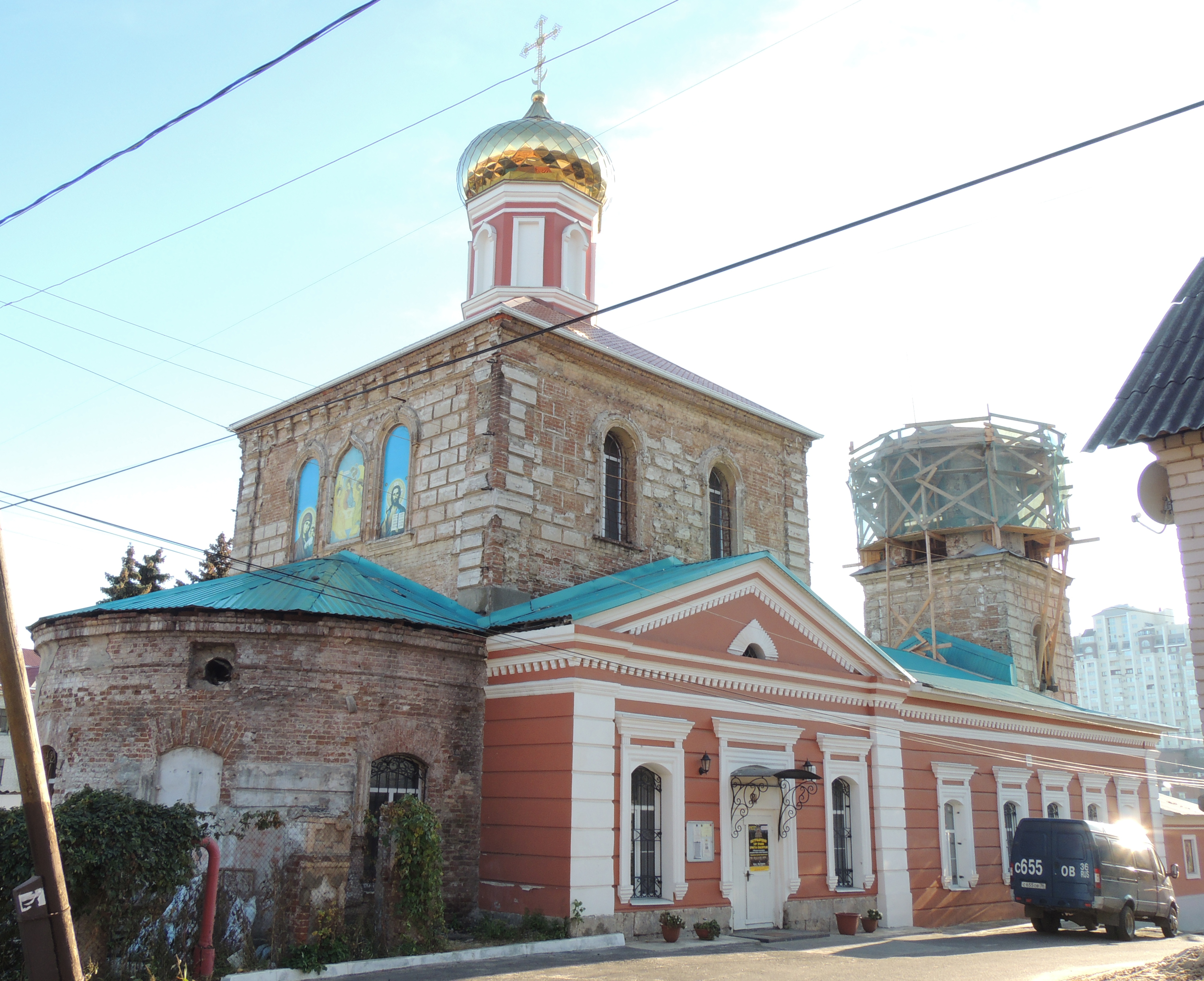
Богоявленская церковь

Прошла по территории прежней Пушкарской слободы. Жители слободы — пушкари — несли военную службу в воронежской крепости, служили расчётами артиллерийских орудий. Приходской им служила деревянная Богоявленская церковь, позже перестроенная в кирпиче, она до ныне показывает местоположение древней слободы. Сохранившийся храм (на углу с ул. 25 Октября) возведён в 1733—1763 годах, в следующем столетии перестраивался.
Современная улица спланирована при разработке градостроительного плана 1774 года. Именовалась Малой Богоявленской по Богоявленской церкви.
В 1928 году улица получила современное название в честь Дня международной солидарности трудящихся — 1 Мая. Богоявленская церковь в начале 1930-х годов была закрыта, в здании открыли швейный цех Городского промышленного комбината. В боях Великой Отечественной войны оно не пострадало, и после окончания войны в нём снова работало швейное производство. В 2000-е годы здание всё же возвратили прихожанам, и с 2009 года там возобновлены богослужения.
В застройке улицы сохранилось несколько жилых зданий второй половины XIX — начала XX века (д. 10, д. 16 и некоторые другие, сохранившиеся хуже).

## Достопримечательности
д. 10 — жилой дом (начало ХХ в.)

## Известные жители
д. 10 — И. Н. Базилевский (с 1930 по 1940 годы), священномученик Измаил Карагандинский)
д. 21 — Алексей Замков, Вера Мухина (с 1930 по 1932 год)